# ルパート (アニメ)
ルパート（Rupert）は、メアリー・トゥーテル原作の同名キャラクターを題材としたカナダとフランスのテレビアニメ。1991年から1997年までYTV、ITV、フランス3でそれぞれ放送された。日本ではテレビ放送どころか配信もされておらず、2024年現在も吹替版および字幕版が存在しない。

## キャラクター
ルパート・ベア
声 - ベン・サンドフォード（シーズン1）、ジュリー・ルミュー（シーズン2 - ）
ミスター・ベア
声 - ガイ・バナーマン
ミセス・ベア
声 - ラリー・カドー（シーズン1）、ヴァレリー・ボイル（シーズン2）
ビル・バジャー
声 - トルキル・キャンベル
ポッギー・ピッグ
声 - ハドリー・ケイ
アルジー・パグ
声 - キース・ホワイト
ポン・ピン
声 - オスカー・スー
タイガー・リリー
声 - ステファニー・モルゲンシュテルン
セージ・オブ・ウム
声 - ウェイン・ロブソン
クラリス
声 - クリスティン・ルムニョン
セドリック・ピッグ
声 - アレン・スチュワート・コーツ
ヤム
声 - リック・ジョーンズ
フィービー
声 - マーラ・ルコフスキー
ビリー・ブリザード
声 - コリン・オメーラ

## エピソード
| #  | タイトル                        | 監督               | 脚本                                        | 放送日         |
| -- | ------------------------------- | ------------------ | ------------------------------------------- | -------------- |
| 1  | Rupert and Pong Ping            | デール・スチョット | ピーター・サウダー                          | 1991年9月7日   |
| 2  | Rupert and the Sage of Um       | デール・スチョット | ブルース・ロブ                              | 1991年9月8日   |
| 3  | Rupert and Algy's Misadventure  | デール・スチョット | ピーター・サウダー                          | 1991年9月14日  |
| 4  | Rupert and the Purple Cakes     | デール・スチョット | デール・スチョット                          | 1991年9月15日  |
| 5  | Rupert and Bill in Gameland     | デール・スチョット | デール・スチョット                          | 1991年9月21日  |
| 6  | Rupert and Little Yum           | デール・スチョット | デール・スチョット                          | 1991年9月28日  |
| 7  | Rupert and the Knight           | デール・スチョット | デール・スチョット                          | 1991年10月12日 |
| 8  | Rupert and the Crocodiles       | デール・スチョット | ブルース・ロブ                              | 1991年10月13日 |
| 9  | Rupert and Raggety              | デール・スチョット | ブルース・ロブ                              | 1991年9月20日  |
| 10 | Rupert's Undersea Adventure     | デール・スチョット | ピーター・サウダー                          | 1991年10月26日 |
| 11 | Rupert and the Twilight Fan     | デール・スチョット | ブルース・ロブ デール・スチョット           | 1991年11月9日  |
| 12 | Rupert and Billy Blizzard       | デール・スチョット | ブルース・ロブ                              | 1991年11月17日 |
| 13 | Rupert and the Pirates          | デール・スチョット | ピーター・サウダー                          | 1991年11月23日 |
| 14 | Rupert and the Temple Ruins     | デール・スチョット | デール・スチョット                          | 1992年9月13日  |
| 15 | Rupert and the Missing Snow     | デール・スチョット | デヴィッド・フィンレイ                      | 1992年9月20日  |
| 16 | Rupert and the Leprechauns      | デール・スチョット | ブルース・ロブ ピーター・サウダー           | 1992年9月27日  |
| 17 | Rupert in Timeland              | デール・スチョット | デヴィッド・フィンレイ                      | 1992年10月4日  |
| 18 | Rupert and the Tiger's Eye      | デール・スチョット | アーロン・バーズマン デヴィッド・フィンレイ | 1992年10月14日 |
| 19 | Rupert and the BIGsmall Machine | デール・スチョット | ブルース・ロブ                              | 1992年10月21日 |
| 20 | Rupert and Uncle Grizzly        | デール・スチョット | アーロン・バーズマン デヴィッド・フィンレイ | 1992年10月28日 |
| 21 | Rupert and the Fiddle           | デール・スチョット | デヴィッド・フィンレイ                      | 1992年11月4日  |
| 22 | Rupert and Nessie               | デール・スチョット | メリー・クロフォード                        | 1992年11月11日 |
| 23 | Rupert and the Ghost            | デール・スチョット | デヴィッド・フィンレイ                      | 1992年11月18日 |
| 24 | Rupert and the Lamp             | デール・スチョット | メリー・クロフォード アラン・テンプルトン   | 1992年11月25日 |
| 25 | Rupert and the Firebird         | デール・スチョット | アーロン・バーズマン デヴィッド・フィンレイ | 1992年12月2日  |
| 26 | Rupert and the Mulp Gulper      | デール・スチョット | ブルース・ロブ                              | 1992年12月9日  |
| 27 | Rupert and Ginger               | ゲイリー・フースト | デール・スチョット                          | 1994年3月3日   |
| 28 | Rupert and Growler              | ゲイリー・フースト | デール・スチョット                          | 1994年3月10日  |
| 29 | Rupert and the Dragon Race      | ゲイリー・フースト | メリー・クロフォード                        | 1994年3月17日  |
| 30 | Rupert and the Hedgehog         | ゲイリー・フースト | ボブ・アーディエル                          | 1994年3月24日  |
| 31 | Rupert and Ottoline             | ゲイリー・フースト | デール・スチョット                          | 1994年3月31日  |
| 32 | Rupert and the Cloud Pirates    | ゲイリー・フースト | メリー・クロフォード アラン・テンプルトン   | 1994年4月7日   |
| 33 | Rupert and the Nile             | ゲイリー・フースト | ニコラ・バートン フランク・ディテルジャン   | 1994年4月14日  |
| 34 | Rupert and the Lost Memory      | ゲイリー・フースト | メリー・クロフォード アラン・テンプルトン   | 1994年4月21日  |
| 35 | Rupert and the Sea Serpent      | ゲイリー・フースト | ボブ・アーディエル                          | 1994年4月28日  |
| 36 | Rupert and the Bell             | ゲイリー・フースト | アンドリュー・ニコルズ                      | 1994年5月5日   |
| 37 | Rupert and the Carousel         | ゲイリー・フースト | ニコラ・バートン フランク・ディテルジャン   | 1994年5月12日  |
| 38 | Rupert and the April Fool       | ゲイリー・フースト | デヴィッド・フィンレイ                      | 1994年5月19日  |
| 39 | Rupert and the Clock Cuckoo     | ゲイリー・フースト | デール・スチョット                          | 1994年5月26日  |
| 40 | Rupert and the Giant            | ゲイリー・フースト | JD・スミス                                  | 1995年9月3日   |
| 41 | Rupert and the Wool Gatherers   | ゲイリー・フースト | ボブ・アーディエル                          | 1995年9月10日  |
| 42 | Rupert and the Marsh Mystery    | ゲイリー・フースト | ニコラ・バートン フランク・ディテルジャン   | 1995年9月17日  |
| 43 | Rupert and A.R.C.H.I.E.         | ゲイリー・フースト | パトリック・グランリーセ                    | 1995年9月24日  |
| 44 | Rupert in Toyland               | ゲイリー・フースト | ボブ・アーディエル                          | 1995年10月1日  |
| 45 | Rupert in Dreamland             | ゲイリー・フースト | メリー・クロフォード アラン・テンプルトン   | 1995年10月8日  |
| 46 | Rupert's Roman Adventure        | ゲイリー・フースト | ニコラ・バートン フランク・ディテルジャン   | 1995年10月15日 |
| 47 | Rupert in Mirrorland            | ゲイリー・フースト | パロイック・グランリーセ                    | 1995年10月22日 |
| 48 | Rupert and the Crystal Kingdom  | ゲイリー・フースト | メリー・クロフォード アラン・テンプルトン   | 1995年10月29日 |
| 49 | Rupert and the Space Pilots     | ゲイリー・フースト | ボブ・アーディエル                          | 1995年11月5日  |
| 50 | Rupert and the Mystery Isle     | ゲイリー・フースト | ニコラ・バートン フランク・ディテルジャン   | 1995年11月12日 |
| 51 | Rupert and Mum's Adventure      | ゲイリー・フースト | パトリック・グランリーセ                    | 1995年11月19日 |
| 52 | Rupert's Christmas Adventure    | ゲイリー・フースト | デール・スチョット                          | 1995年11月26日 |
| 53 | Rupert and the Jolly Roger      | ゲイリー・フースト | ボブ・アーディエル                          | 1997年3月27日  |
| 54 | Rupert and the Great Mephisto   | ゲイリー・フースト | ニコラ・バートン フランク・ディテルジャン   | 1997年4月3日   |
| 55 | Rupert and the Little Bear      | ゲイリー・フースト | ケン・ロス                                  | 1997年4月10日  |
| 56 | Rupert and the Paper Folders    | ゲイリー・フースト | パトリック・グランリーセ                    | 1997年4月17日  |
| 57 | Rupert and the Crystal Ball     | ゲイリー・フースト | ケン・ロス                                  | 1997年4月24日  |
| 58 | Rupert and the Sun Bandit       | ゲイリー・フースト | フランク・ディテルジャン                    | 1997年5月1日   |
| 59 | Rupert and the Song Snatcher    | ゲイリー・フースト | ニコラ・バートン                            | 1997年5月8日   |
| 60 | Rupert and Queen Bess           | ゲイリー・フースト | パトリック・グランリーセ                    | 1997年5月15日  |
| 61 | Rupert and the Water Works      | ゲイリー・フースト | フランク・ディテルジャン                    | 1997年5月22日  |
| 62 | Rupert and the Deep Freeze      | ゲイリー・フースト | ボブ・アーディエル                          | 1997年5月29日  |
| 63 | Rupert and the Chalk Drawings   | ゲイリー・フースト | ボブ・アーディエル                          | 1997年6月5日   |
| 64 | Rupert and the Dragon Festival  | ゲイリー・フースト | パロイック・グランリーセ                    | 1997年6月12日  |
| 65 | Rupert and the Whizz Watch      | ゲイリー・フースト | ボブ・アーディエル                          | 1997年6月19日  |

## 映画
2000年頃、ネルバナが本作を映画化しようと計画していたが、後に白紙となった。BBCニュースによると、2001年もしくは2002年に映画が公開されることを期待していたとみられる。